# Seligman (Arizona)
Seligman és una concentració de població designada pel cens dels Estats Units a l'estat d'Arizona. Segons el cens del 2000 tenia 456 habitants.

## Demografia
Segons el cens del 2000, Seligman tenia 456 habitants, 205 habitatges, i 121 famílies La densitat de població era de 27,6 habitants/km².
Dels 205 habitatges en un 29,3% hi vivien nens de menys de 18 anys, en un 44,9% hi vivien parelles casades, en un 10,7% dones solteres, i en un 40,5% no eren unitats familiars. En el 36,6% dels habitatges hi vivien persones soles el 16,6% de les quals corresponia a persones de 65 anys o més que vivien soles. El nombre mitjà de persones vivint en cada habitatge era de 2,22 i el nombre mitjà de persones que vivien en cada família era de 2,91.
Per edats la població es repartia de la següent manera: un 26,5% tenia menys de 18 anys, un 5,3% entre 18 i 24, un 25,4% entre 25 i 44, un 24,1% de 45 a 60 i un 18,6% 65 anys o més.
L'edat mediana era de 41 anys. Per cada 100 dones de 18 o més anys hi havia 94,8 homes.
La renda mediana per habitatge era de 23.833 $ i la renda mediana per família de 29.722 $. Els homes tenien una renda mediana de 27.083 $ mentre que les dones 13.594 $. La renda per capita de la població era d'11.976 $. Aproximadament el 14,4% de les famílies i el 16,9% de la població estaven per davall del llindar de pobresa.

## Poblacions més properes
El següent diagrama mostra les poblacions més properes.